# Terres de l’Ebre

Aufteilung Kataloniens in 7 Regionen nach dem Regionalplan von 1995:
Àmbit metropolità
Alt Pirineu i Aran
Camp de Tarragona
Comarques Centrals
Comarques Gironines
Ponent
Terres de l’Ebre

Das Terres de l’Ebre ist eines von sieben Territorien (àmbits funcionals territorials) in der Autonomen Gemeinschaft Katalonien, das 1995 mit dem Regionalplan (Pla territorial general de Catalunya) durch Gesetz beschlossen wurde.
Terres de l’Ebre hat eine Fläche von 3.339 km² und hat 159.383 Einwohner (2009). Das Territorium liegt im äußersten Südwesten Kataloniens an der Grenze zu den Autonomen Gemeinschaften Aragonien und Valencia. Alle 4 Comarcas des Ámbits liegen am Unterlauf des Río Ebro.
Stand: 2009
| Gemeinde      | Einwohner | Fläche (km²) |
| ------------- | --------- | ------------ |
| Baix Ebre     | 67.050    | 1.035        |
| Montsià       | 58.151    | 728          |
| Ribera d’Ebre | 21.951    | 835          |
| Terra Alta    | 12.231    | 741          |

## Àmbits funcionals territorials (AFT)
- Alt Pirineu i Aran
- Àmbit Metropolità de Barcelona
- Ponent
- Camp de Tarragona
- Comarques Centrals
- Comarques gironines